# Carlo Carafa (presbítero)
Carlo Carafa (Mariglianella, 1561-Nápoles, 8 de septiembre de 1633) fue un militar y luego clérigo italiano, fundador de la Congregación de los Píos Operarios. Es considerado venerable por la Iglesia católica.

## Biografía
Carlo Carafa nació en Mariglianella, localidad en la actual Ciudad metropolitana de Nápoles, en 1561, en el seno de una familia noble. Sus padres fueron Fabrizio Carafa, conde de Ruvo, y Caterina de'Sangro. Quedó huérfano de niño y fue confiado al colegio de los jesuitas de Nola. Quiso entrar a la Compañía, pero le fue negado. Inició la carrera militar y fue combatiente en Flandes contra los otomanos. Fue uno de los protagonistas en la toma de Patras. Al no encontrar satisfacción en la vida militar, quiso ofrecer su vida a Dios y fue ordenado sacerdote el 1 de enero de 1600. Ese mismo año, con un grupo de candidatos se dedicó a la predicación en zonas rurales de Nápoles, dando inicio a la Congregación de la Doctrina Cristiana, aprobada por el papa Gregorio XV en 1621, con el nombre de Congregación de los Píos Operarios. Carafa fue nombrado el primer prepósito general.
Carlo Carafa también fue rector del seminario arzobispal de Nápoles y prior de Arciconfraternita della Dottrina Cristiana de la misma ciudad. Trabajó especialmente en favor de los gitanos, los esclavos turcos, los encarcelados, los condenados a muerte y las prostitutas. Para estas últimas construyó el Conservatorio de Santa Maria del Soccorso. Carafa murió en Nápoles el 8 de septiembre de 1633 y fue sepultado en la iglesia de San Nicola alla Carità.

## Culto
La causa de canonización de Carlo Carafa fue introducida el 14 de septiembre de 1740 y fue declarado venerable el 16 de diciembre de 1832 por el papa Gregorio XVI.